# 死刑廢除推進議員聯盟
死刑廢除推進議員聯盟（日语：／）為日本國會的一個超黨派議員聯盟，成立於1994年，目前有參眾議員共約30名。

## 概要
- 目前日本的無期徒刑最低假釋門檻為服刑滿十年，死刑廢除推進議員聯盟主張以無法假釋的終身監禁制度取代死刑。[3]

## 成員

### 現任成員
- 會長：（暫缺）
- 代理會長：（暫缺）
- 副會長：齊藤鐵夫（公明黨）、福島瑞穗（社會黨）
- 顧問：（暫缺）
- 事務局長：（暫缺）
- 幹事：御法川信英（自由民主黨）、辻元清美（立憲民主黨）、山花郁夫（立憲民主黨）、本多平直（立憲民主黨）、川田龍平（立憲民主黨）、井上哲士（日本共產黨）、仁比聰平（日本共產黨）、照屋寬德（社會民主黨）
- 其他會員：河村建夫（自由民主黨）

### 已離開成員
一些成員因落選及退休等因素而離開：
- 龜井靜香（會長）（無黨籍眾議員，2017年退休）
- 中川秀直（代理會長）（自由民主黨籍眾議員，2012年落選）
- 仙谷由人（副會長）（民主黨籍眾議員，2012年落選）
- 加藤紘一（副會長）（自由民主黨籍眾議員，2012年落選）
- 保坂展人（顧問）（無黨籍眾議員，2009年落選）
- 村越祐民（事務局長）（無黨籍眾議員，2012年落選）
- 千葉景子（幹事）（民主黨籍參議員，2010年落選）
- 淺野貴博（幹事）（自由民主黨籍眾議員，2012年落選）
- 上田勇（幹事）（公明黨籍眾議員，2017年落選）